# St. Urban (Meißen-Cölln)

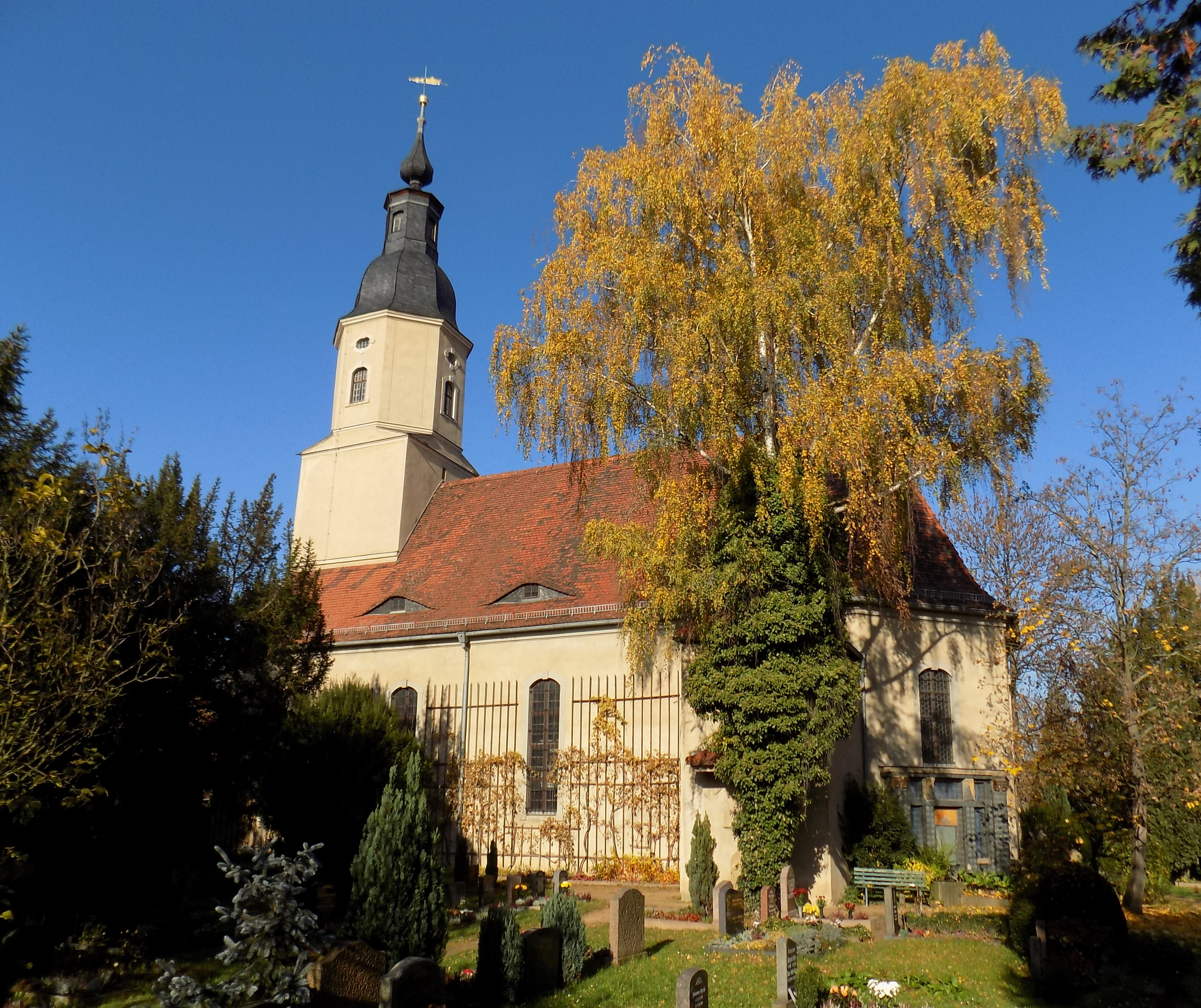
St. Urban (Meißen-Cölln)

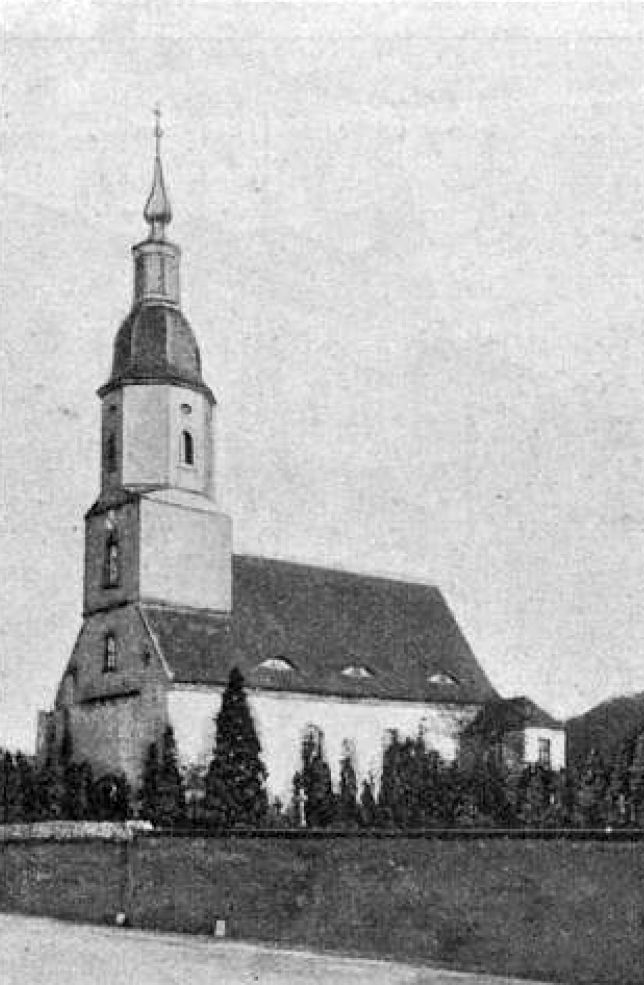
St. Urban um 1902

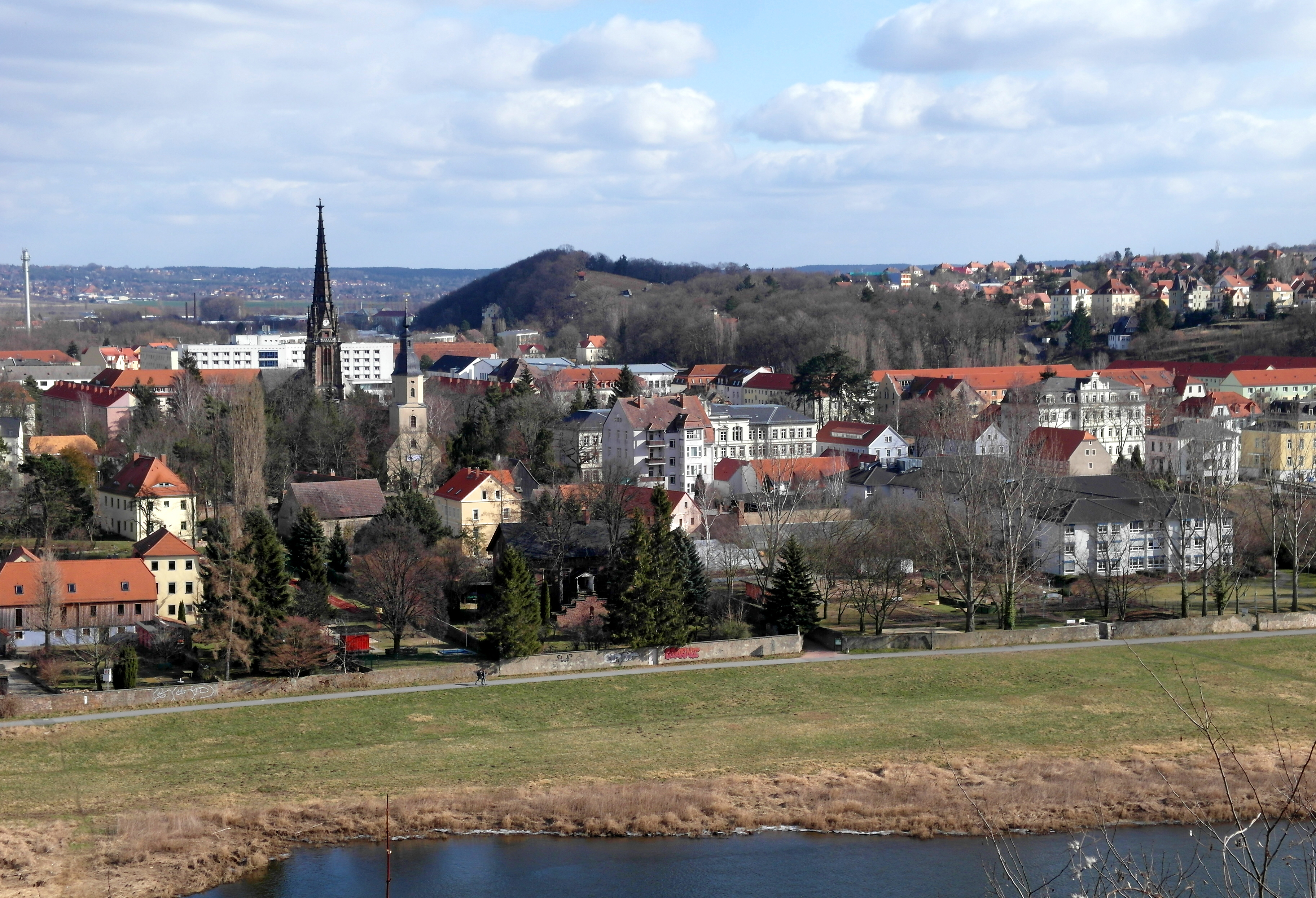
Lage von St. Urban mit der Johanneskirche im Ortsbild

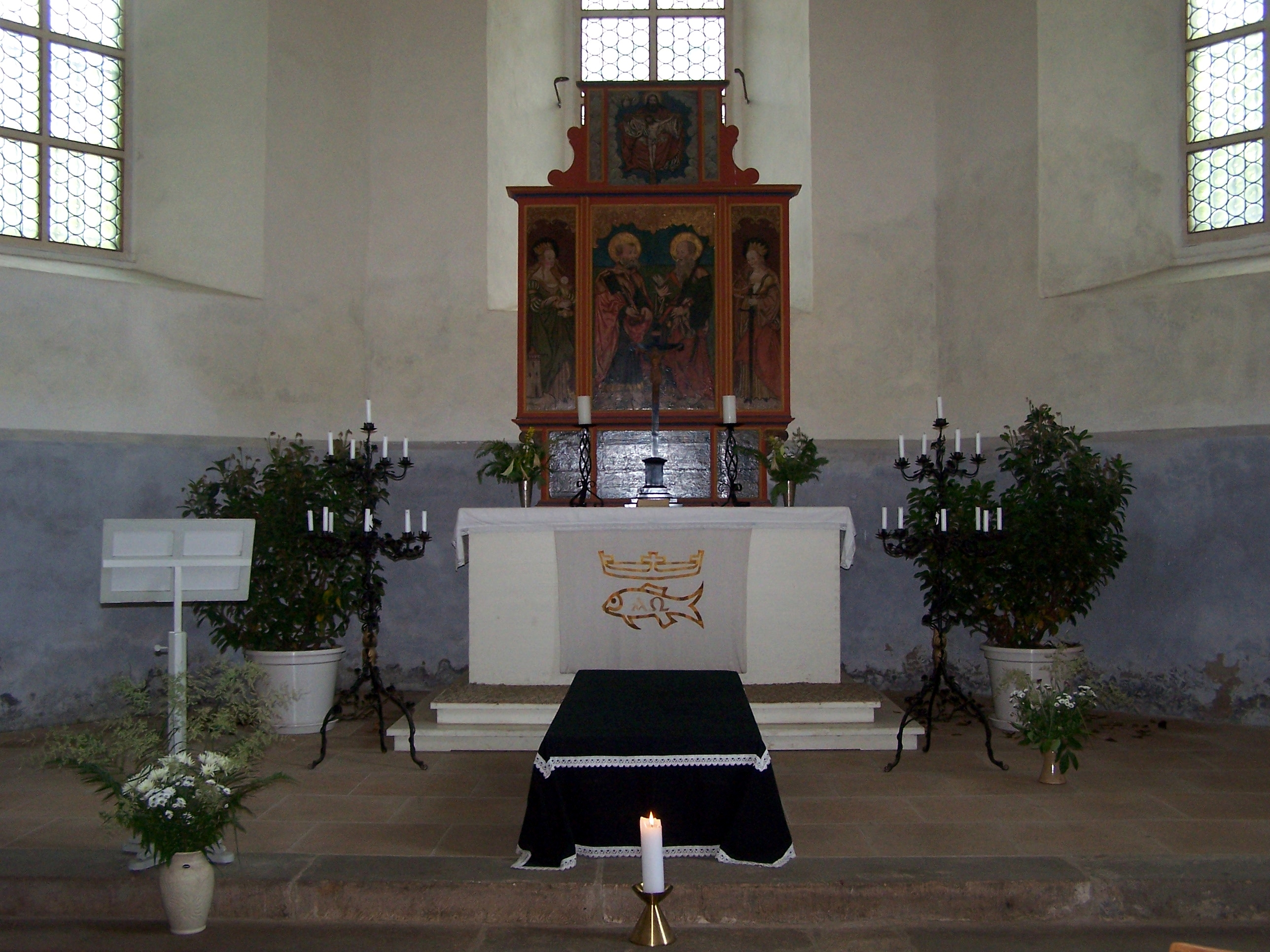
Altarraum

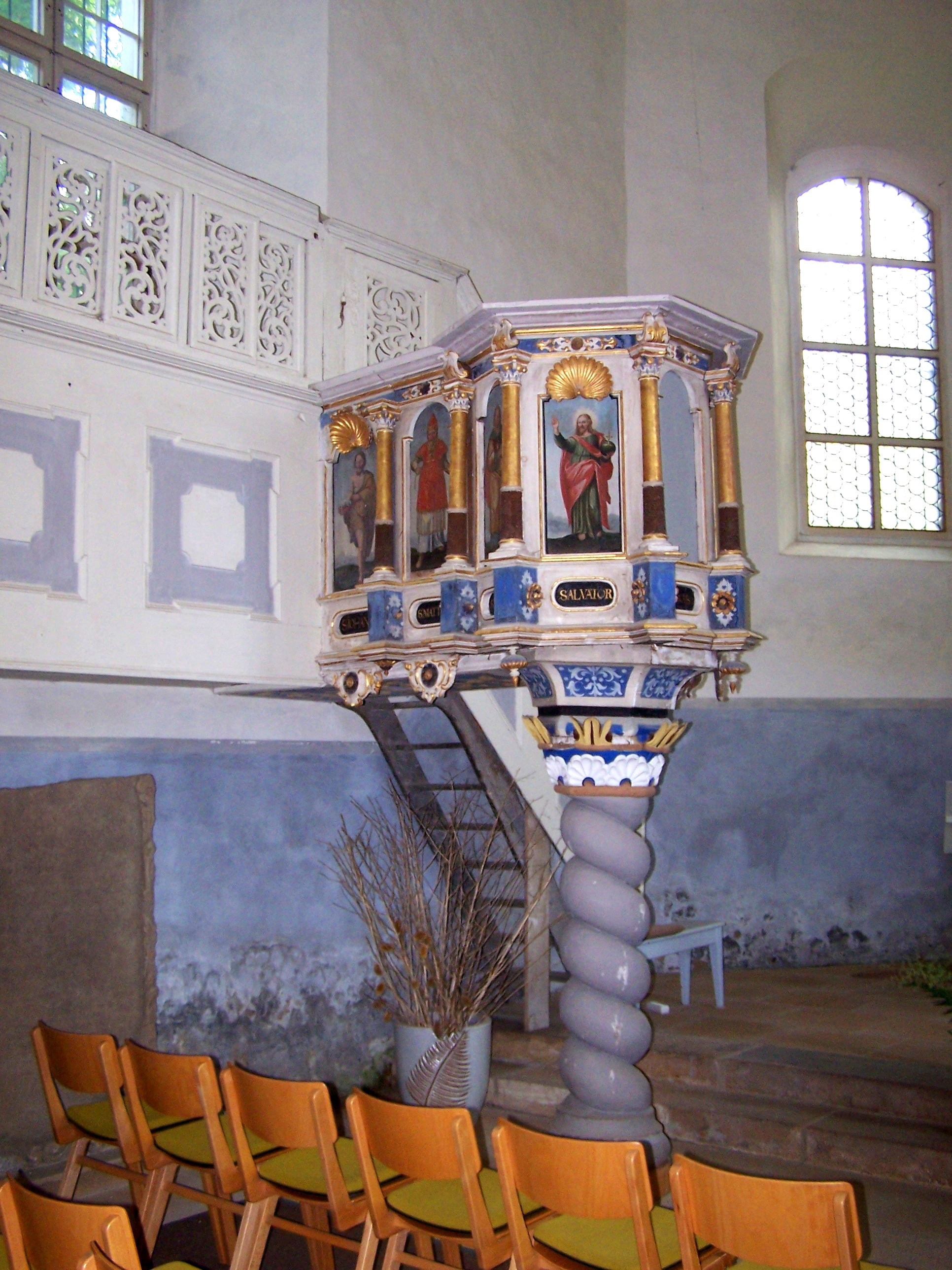
Kanzel

Die evangelische Kirche St. Urban ist eine barocke Saalkirche im Ortsteil Cölln von Meißen im gleichnamigen Landkreis in Sachsen. Sie gehört zur Johanneskirchengemeinde Meißen-Cölln im Evangelisch-lutherischen Kirchenbezirk Meißen-Großenhain der Evangelisch-Lutherischen Landeskirche Sachsens.

## Geschichte
Die unmittelbar neben der neugotischen Johanneskirche liegende Kirche war bis 1898 Pfarrkirche. Das Bauwerk ist ein Barockbau aus der Zeit um 1700 unter vereinzelter Verwendung älterer Reste. Der Vorgängerbau war eine romanische Saalkirche aus dem letzten Drittel des 12. Jahrhunderts, die nach Kriegszerstörung 1636 wiederhergestellt und 1669 erweitert wurde. In den Jahren 1691–1701 erfolgte ein größerer Umbau und Abriss der alten Kirche, in den Jahren 1769 und 1845 waren Ausbesserungen erforderlich. Im Jahr 1839 wurde der Turm erhöht und 1880 eine Totenhalle auf der Nordseite angefügt; im Jahr 1900 wurde eine Innenrestaurierung durchgeführt, wobei die alte Sakristei durch Einbeziehung der Oberlandschen Gruft vergrößert wurde. Seit Fertigstellung der neuen Johanneskirche 1898 wurde die Kirche als Friedhofskapelle und für Lesungen genutzt. In den Jahren 1987–1991 wurde das Äußere restauriert, in den Jahren 1992–1995 wurde das Innere unter Absenkung des Fußbodenniveaus renoviert. Grabungen ergaben den Grundriss einer romanischen Saalkirche mit eingezogenem Chor und Apsis. Vor dem Chorraum ist heute die Lage der romanischen Apsis im Fußboden markiert. Die Mauer mit der Sakristeitür entspricht dem Verlauf der romanischen Chornordwand und enthält noch romanische Bausubstanz.

## Architektur
Das Bauwerk ist ein verputzter Bruchsteinbau mit Dreiachtelschluss und wird mit einem Satteldach mit eingestelltem Westturm abgeschlossen, der Turm endet in einem achteckigen Aufsatz mit barocker Haube. An der Nordseite sind die Sakristei und das Bahrenhaus angebaut, an der Südseite des Chores eine ehemalige Betstube. Das Portal im Turm und die Fenster sind stichbogig mit Ohren und schräg gestellten Schlusssteinen gestaltet. Am Turmportal findet sich das Monogramm Johann Georg IV. aus den Jahren 1691–1694. Die Sakristei wird durch ein gotisches Tor erschlossen und ist mit zwei spätgotischen Fenstern mit Gitter versehen.
Das Innere des Bauwerks ist flach gedeckt und an drei Seiten mit Emporen umgeben. Die Orgelempore ist konvex mit gedrehten Holzsäulen, die südlichen und westlichen stammen von 1653. Die Sakristei wird durch ein Sterngewölbe abgeschlossen. Die zum Saal geöffnete Turmhalle  ist mit hölzernen Wendeltreppen ausgestattet.

## Ausstattung
Das spätgotische Altarretabel mit einer Bemalung mit Öl auf Holz aus der Zeit um 1500 zeigt in der Predella zwei Engel, die das Schweißtuch der Veronika halten. Rechts daneben ist St. Urban mit dem Winzermesser dargestellt, links wahrscheinlich eine Stifterfigur. Im Hauptfeld sind der heilige Petrus (mit dem Schlüssel) und der heilige Paulus (mit dem Schwert), flankiert von den Heiligen Barbara und Katharina, dargestellt. Das obere Bild zeigt eine Darstellung der Trinität. Die Kanzel wurde von Valentin Otte geschaffen und besteht aus einem achteckigen Kanzelkorb mit einer Darstellung der Evangelisten, Christi, Johannes des Täufers, Moses und Aarons mit der Ehernen Schlange.
Zu den Grabmälern gehört ein spätromanisches Ritterdenkmal für Bertoldus Mercator aus der Zeit um 1220/1230 in Form einer Stele, das vermutlich aus der Vorgängerkirche stammt. Auf der Vorderseite ist ein Malteserkreuz mit einer Umschrift auf dem Ständer (THITMVT . WIDEGO . SIGEWART) und mit einem Schwert daneben zu sehen. 
Das Grabmal des Pfarrers Hund († 1657) aus Sandstein befindet sich ebenfalls in der Kirche, sein  Porträt in Öl wird in der Sakristei der Johanneskirche aufbewahrt. Das Grabmal des Georg Schlicke und seiner Frau aus der Zeit um 1751 ist eine feine barocke Arbeit und trägt noch Reste der farblichen Fassung. Das Grabmal für die Kinder des Carl Gottlieb Kamenz aus Sandstein aus der Zeit um 1756 ist in Form eines Obelisks mit Reliefs in Rokokokartuschen gestaltet und stand früher auf dem Friedhof.
Im Kirchenschiff befindet sich an der Nordseite eine Erinnerungstafel der Adelsfamilie von Wolframsdorff, datiert auf 1770, ausgeführt in Metall. Dieser Familie gehörte das örtliche Rittergut, die Nachfahren verkauften es dann an die Familie von Foerster, welche damit auch das Patronat übernahmen.